# Перша соборна мечеть Уфи
Перша соборна мечеть Уфи (башк. Өфөләге Беренсе йәмиғ мәсете; рос. Первая соборная мечеть Уфы) — мечеть у місті Уфа (Башкортостан, Росія). Один із головних мусульманських храмів Башкирії. Упродовж 1960–1994 років це була єдина мечеть, яка працювала в Уфі.

## Історія

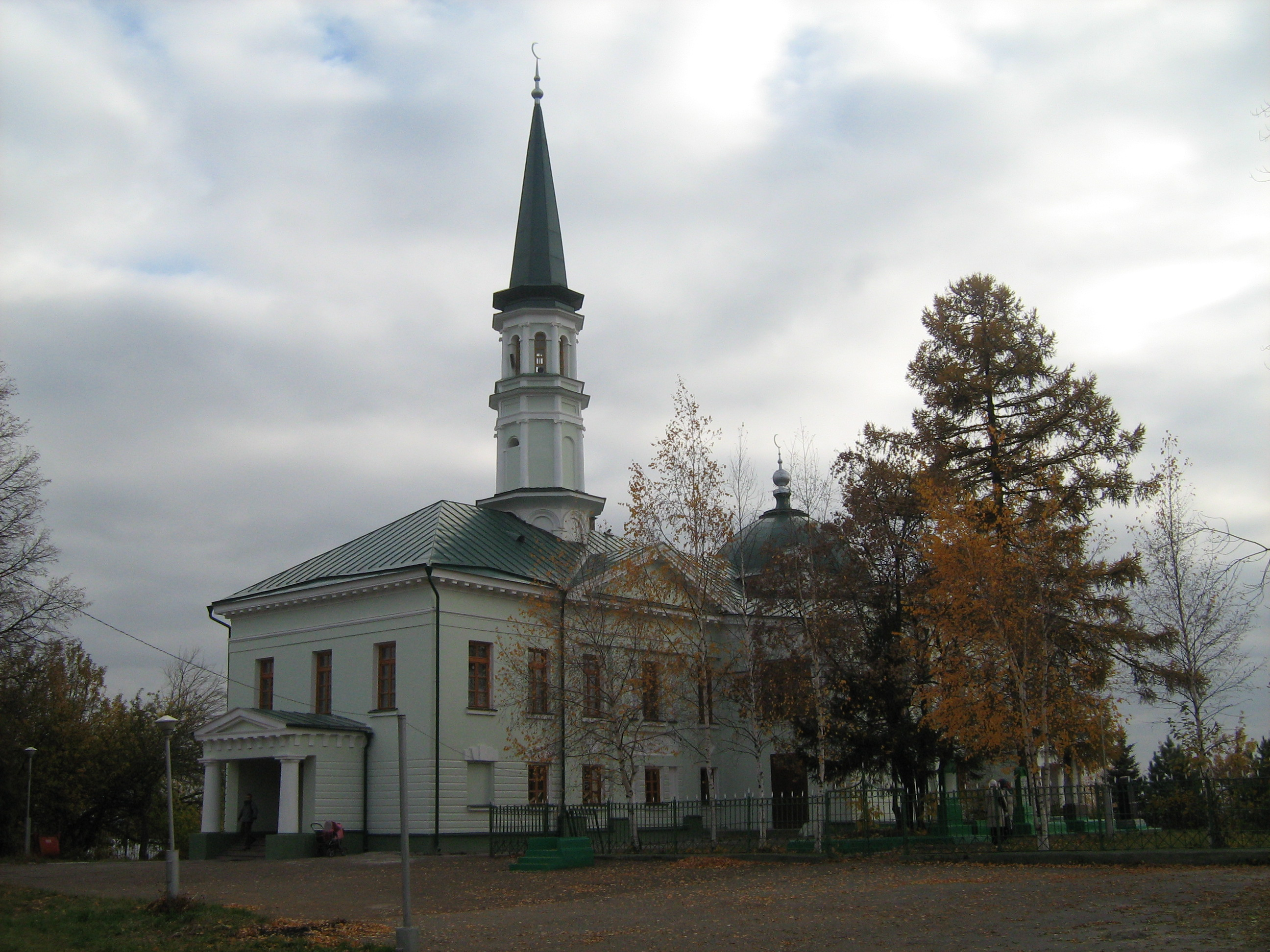

Храм збудували за клопотанням муфтія Г. Габдрахімова до 1830 року на тодішній вул. Фроловській (сучасна Тукаєва). Мечеть будував за власні кошти уфимський купець 1-ї гільдії М. Тагіров (Хазмитєв).
Мечеть вирізняється простотою архітектури. Будівля кам'яна, двоповерхова, з одним мінаретом, неодноразово підлягала перебудові. Імам-хатибом мечеті понад 40 років (з 1841-го) служив ахунд Шарафетдин Габдельвахітович Сулейманов. 1890 року імам-хатибом, ахундом Х. Гусмановим на гроші прихожан придбано будинок з надвірними спорудами, лазнею та фруктовим садом.
При мечеті діяло медресе «Гусманія». До початку XX сторіччя парафія нараховувала 920 людей. У роки комуністичної антирелігійної пропаганди мечеть не закрили й у 1960–1994 роках вона була єдиною, яка працювала в Уфі. 1990 року при мечеті відкрито медресе. У народі має назву «Тукаївська мечеть».